# Seth Bullock
Pour les articles homonymes, voir Bullock.
 (mars 2016).
Si vous disposez d'ouvrages ou d'articles de référence ou si vous connaissez des sites web de qualité traitant du thème abordé ici, merci de compléter l'article en donnant les références utiles à sa vérifiabilité et en les liant à la section « Notes et références ».
Seth Bullock est un shérif, marshal, et quincailler de la conquête de l'Ouest dans le Dakota du Sud. Il est né le 23 juillet 1849 au Canada-Ouest dans la province du Canada et décédé le 23 septembre 1919 dans le Dakota du Sud.

## Sa vie
Beaucoup de détails de la vie de Bullock sont perdus. Il est né à Amherstburg dans le Canada-Ouest, Province du Canada (actuellement en Ontario).
Son père George Bullock, retraité de l'armée britannique, est connu pour son activité politique au Sandwich, Ontario (maintenant appelé Windsor, Ontario). Sa mère, Anna Findley Bullock, était écossaise.

## Helena
En 1867, Bullock se rendit à Helena dans le Montana, où il se présenta aux élections de 1871 et 1872, et contribua à la création du parc national de Yellowstone. En 1873, il fut élu shérif du comté de Lewis et Clark dans le Montana. Pendant son mandat de shérif, il abattit pour la première fois un homme, Clell Watson, durant un combat au cours duquel il fut lui-même blessé à l'épaule. 
C'est à cette période qu'il fit la connaissance de Sol Star. En août 1876, Star et lui décidèrent de s'installer à Deadwood dans le Dakota du Sud. Ils y ouvrirent un établissement au nom de Office of Star and Bullock, Auctioneers and Commission Merchants (Bureau Star et Bullock, vente aux enchères, vente de marchandises).

## Deadwood
Deadwood était alors en proie à la plus grande anarchie et chacun y faisait sa loi. Le jour suivant l'arrivée de Bullock, Wild Bill Hickok fut abattu d'une balle dans la tête par Jack McCall. Le meurtrier fut acquitté par un tribunal improvisé et quitta la ville sans être autrement inquiété. L'assassinat d'Hickok posa la question du maintien de l'ordre public avec plus d'acuité. L'expérience de Bullock en faisait un recours idéal. Il fut élu sans difficulté, devenant le premier sheriff de Deadwood.   
Bullock prit sa tâche très au sérieux. Il commença par recruter plusieurs assistants et entreprit de policer le camp. En dépit (ou peut-être à cause) de sa réputation d'audace et d'inflexibilité, il réussit à faire régner l'ordre sans faire de victimes. Il se heurta plusieurs fois à  Al Swearengen, propriétaire du célèbre Gem Theater, le bordel le plus notoire de Deadwood. Swearengen avait le talent d'exploiter le vice et il réinvestissait habilement une partie de ses bénéfices en achetant le soutien des résidents les plus influents et les plus riches du camp. 
Une des premières responsabilités de Bullock, une fois élu, fut de se confronter au shériff de Dodge City, Wyatt Earp, qui semblait intéressé par son poste. Bullock lui fit comprendre que ses services n'étaient pas requis et au bout d'une semaine, Earp quitta Deadwood et regagna Dodge City.
Ayant réussi à instaurer un semblant d'ordre à Deadwood, Bullock fit venir son épouse, Martha Bullock, qui était restée chez ses parents dans le Michigan avec sa fille Margaret. Par la suite, le couple eut encore une fille, Florence, et un fils, Stanley. 
Bullock et Star firent l'acquisition d'un ranch à Redwater Creek près de Belle Fourche River et créèrent la S&B Ranch Company. Bullock devient en 1881 marshal adjoint. Il s'associa également avec Sol Star et Harris Franklin pour créer les Moulins de Deadwood et investit dans l'exploitation minière qui faisait la richesse du pays. Bullock et Star développèrent leurs intérêts économiques dans les villes voisines de Spearfish, Sturgis, and Custer.
En 1884, Bullock fit la connaissance de Theodore Roosevelt, alors shérif adjoint de Medora (Dakota du Nord), où Bullock escortait un voleur de chevaux surnommé Crazy Steve (Steve le dingue) pour le ramener là où plus tard se dresserait la ville de Belle Fourche. Les deux hommes devinrent grands amis ; Roosevelt devait dire de lui : « Seth Bullock is a true Westerner, the finest type of frontiersman » (Seth Bullock est l'homme de l'Ouest par excellence, un admirable exemple de pionnier).

## Belle Fourche et l'hôtel Bullock
Bullock et Star contribuèrent encore au développement économique de la région en persuadant la compagnie Fremont Elkhorn, propriétaire du chemin de fer de la Vallée du Missouri, d'y faire passer une voie ferrée. Pour cela ils lui proposèrent un droit de passage gratuit sur 16 hectares de terrain leur appartenant, coupant l'herbe sous le pied d'un spéculateur qui avait racheté un droit de passage vers Minnesela qu'il se proposait de revendre au prix fort à la compagnie de chemin de fer. Cette dernière construisit une gare à 5 kilomètres de Minnesela en 1890, ce dont Bullock et Star profitèrent pour créer la ville de Belle Fourche, offrant des parcelles gratuites à tous ceux qui souhaitaient quitter Minnesela. Belle Fourche devint rapidement le premier centre ferroviaire de transport de bétail et le siège du comté quitta   Minnesela pour s'y installer. 
La quincaillerie Star et Bullock à Deadwood fut détruite par le feu en 1894. Plutôt que de la rebâtir, ses propriétaires édifièrent le premier hôtel de Deadwood, 63 chambres de luxe avec chauffage et salles de bains intérieures à chaque étage, pour 40 000 $. L'hôtel Bullock fonctionne encore à ce jour, et comporte maintenant un casino ouvert 24 h sur 24.

## Sa mort

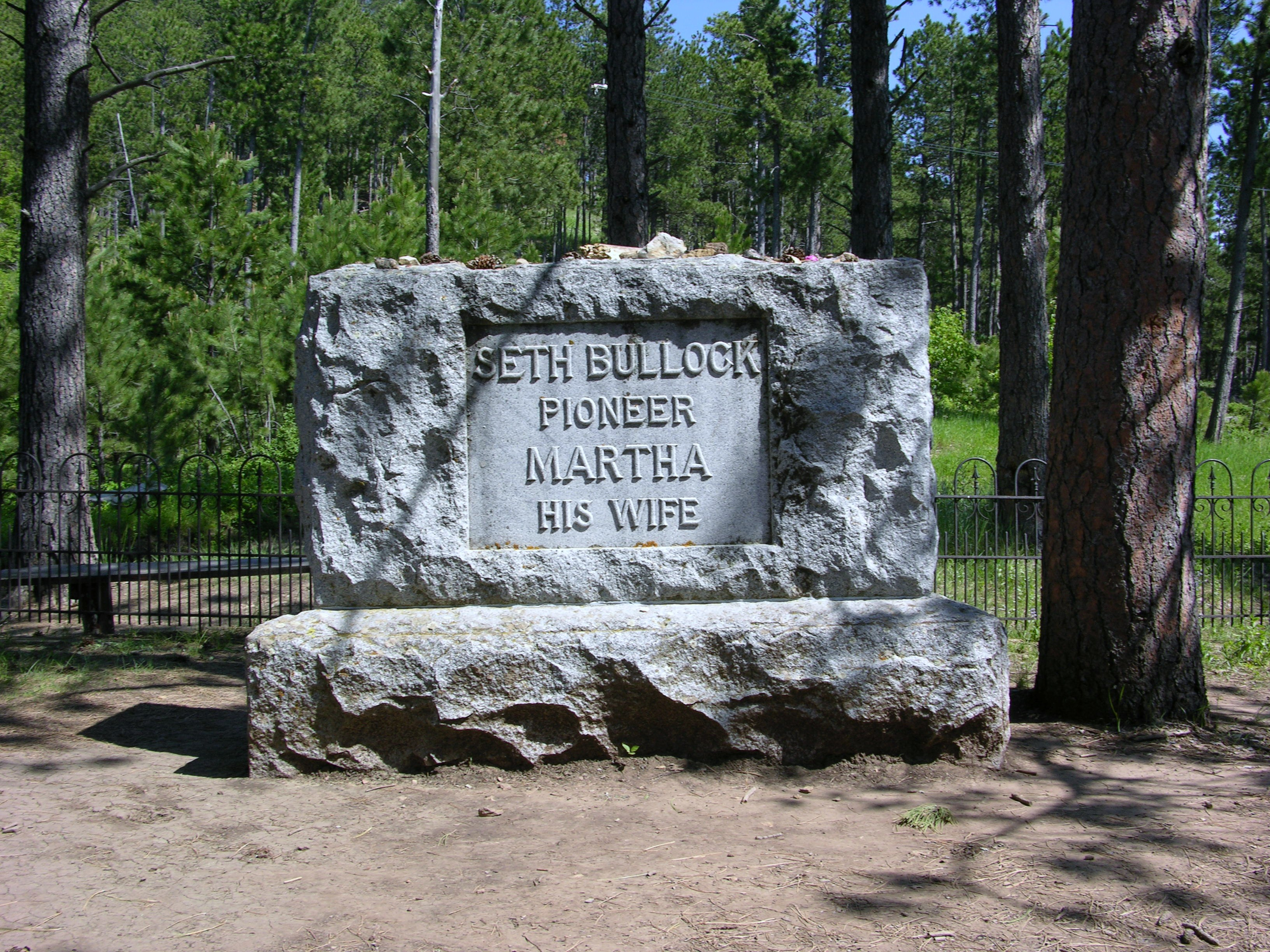
Tombe de « Seth Bullock, pionnier, et Martha, sa femme », au cimetière de Mount Moriah.

Bullock mourut d'un cancer du côlon le 23 septembre 1919, dans la chambre 211 de l'hôtel Bullock.
Il repose au cimetière de Mount Moriah à Deadwood, près de Wild Bill Hickok et de Calamity Jane.

## Dans la culture
Son rôle est interprété par Timothy Olyphant dans la série Deadwood.